# جهد الحقل الموضعي
جهد الحقل الموضعي (اختصارًا LFP) هي إشارات كهربائية عابرة تتولد في الأنسجة العصبية والأنسجة الأخرى عن طريق النشاط الكهربائي المجمع والمتزامن للخلايا الفردية (مثل الخلايا العصبية) في هذا النسيج. LFP هي إشارات «خارج الخلية»، ممّا يعني أنها تتولد من الاختلالات العابرة في تركيزات الأيونات في المساحات خارج الخلايا، والتي تنتج عن النشاط الكهربائي الخلوي. LFP هي «محلية» لأنها مسجلة بواسطة قطب كهربائي يوضع بالقرب من الخلايا المولدة. كنتيجة لقانون التربيع العكسي، يُمكن لهذه الأقطاب الكهربائية «رؤية» الإمكانيات فقط في نصف قطر محدود مكانيًا. وهي «جهد» لأنها تتولد عن طريق الجهد الذطي ينتج عن فصل الشحنات في الفضاء خارج الخلية. وهي «مجال» لأن عمليات فصل الشحنة خارج الخلية يخلق في الأساس مجالًا كهربائيًا محليًا. يتم تسجيل LFP عادة مع مقاومة عالية مسرى مكروي موضعة في وسط الخلايا التي تقوم بتوليدها. يمكن تسجيلها، على سبيل المثال، عن طريق إلكترود مجهري يوضع في دماغ كائن بشري  أو حيواني، أو في شريحة مختبرية رقيقة من المخ.

## روابط خارجية
- آليات إمكانات المجال المحلية (Scholarpedia)